# 그람-슈미트 과정

그람-슈미트 과정의 기본 원리

그람-슈미트 과정(Gram-Schmidt過程, 영어: Gram-Schmidt process) 또는 그람-슈미트 단위직교화(Gram-Schmidt單位直交化, 영어: Gram-Schmidt orthonormalization)는 내적공간에서 유한 개의 일차독립 벡터 집합을 정규 직교 기저로 변환하는 방법이다. {\displaystyle \mathbf {v} }에서 {\displaystyle \mathbf {u} } 위로 정사영한 {\displaystyle \mathrm {proj} _{\mathbf {u} }\,(\mathbf {v} )}를 빼서 직교 성분을 구할 수 있다는 것을 이용한 것이다.

## 과정

그람-슈미트 과정의 시각화

내적공간 {\displaystyle V}의 기저 {\displaystyle \{\mathbf {v} _{1},\mathbf {v} _{2},\cdots ,\mathbf {v} _{k}\}}이 주어졌다고 하자. 사영 연산자를 다음과 같이 정의한다.

{\displaystyle \mathrm {proj} _{\mathbf {u} }\,(\mathbf {v} )={\langle \mathbf {u} ,\mathbf {v} \rangle  \over \langle \mathbf {u} ,\mathbf {u} \rangle }\mathbf {u} }

{\displaystyle \langle \mathbf {u} ,\mathbf {v} \rangle }는 벡터  u 와 v에 대한 내적이고, {\displaystyle \langle \mathbf {u} ,\mathbf {v} \rangle =\mathbf {u} ^{\top }\mathbf {v} } (혹은 {\displaystyle \langle \mathbf {u} ,\mathbf {v} \rangle =\mathbf {u} ^{*}\mathbf {v} }) 로 정의된다.

먼저 각 벡터 {\displaystyle \mathbf {v} _{i}}를 {\displaystyle \mathbf {u} _{1},\mathbf {u} _{2},\cdots ,\mathbf {u} _{i-1}}와 직교적인 벡터 {\displaystyle \mathbf {u} _{i}}으로 만든다. 구체적으로는 다음과 같은 연산을 거친다.
{\displaystyle \mathbf {u} _{1}=\mathbf {v} _{1}}
{\displaystyle \mathbf {u} _{2}=\mathbf {v} _{2}-\mathrm {proj} _{\mathbf {u} _{1}}\,(\mathbf {v} _{2})}
{\displaystyle \mathbf {u} _{3}=\mathbf {v} _{3}-\mathrm {proj} _{\mathbf {u} _{1}}\,(\mathbf {v} _{3})-\mathrm {proj} _{\mathbf {u} _{2}}\,(\mathbf {v} _{3})}
{\displaystyle \vdots }
{\displaystyle \mathbf {u} _{k}=\mathbf {v} _{k}-\sum _{j=1}^{k-1}\mathrm {proj} _{\mathbf {u} _{j}}\,(\mathbf {v} _{k})}
이렇게 생성된 {\displaystyle \{\mathbf {u} _{1},\mathbf {u} _{2},\cdots ,\mathbf {u} _{k}\}} 집합은 직교적이다. 이제, 벡터 {\displaystyle \mathbf {e} _{i}}를
{\displaystyle \mathbf {e} _{i}={\frac {\mathbf {u} _{i}}{\|\mathbf {u} _{i}\|}}}
로 정의하면 {\displaystyle V}의 정규 직교 기저 {\displaystyle \{\mathbf {e} _{1},\mathbf {e} _{2},\cdots ,\mathbf {e} _{k}\}}를 얻는다.
{\displaystyle {\|{}\|}}는 노름

## 역사
원래 피에르시몽 라플라스와 오귀스탱루이 코시의 논문에 등장하였다. 이후 덴마크의 예르겐 페데르센 그람(덴마크어: Jørgen Pedersen Gram)과 독일계 에스토니아 태생의 에르하르트 슈미트(독일어: Erhard Schmidt)가 명시적으로 이를 다루었으며, 이들의 이름을 땄다.

## 같이 보기
- QR 분해
- 이와사와 분해